# Puna kuća Raftera
Puna kuća Raftera nova je zabavna australska serija u koja nas vodi u živote članova obitelji Rafter. Serija je 2009. godine osvojila čak šest nagrada Logie, među kojima se posebno ističe nagrada za najbolju dramsku seriju.
U Hrvatskoj će se prikazivati dvije sezone.

## Glumci

### Glavni
| Glumac/ica       | Uloga                   | Trajanje |
| ---------------- | ----------------------- | -------- |
| Rebecca Gibney   | Julie Rafter            | 2008 –   |
| Erik Thomson     | Dave Rafter             | 2008 –   |
| Jessica Marais   | Rachel Rafter           | 2008 –   |
| Angus McLaren    | Nathan Rafter           | 2008 –   |
| Hugh Sheridan    | Benjamin "Ben" Rafter   | 2008 –   |
| Michael Caton    | Ted Taylor              | 2008 –   |
| George Houvardas | Nick "Carbo" Karandonis | 2008 –   |
| James Stewart    | Jake Barton             | 2009 –   |

## Vanjske poveznice
- Packed to the Rafters